# Acer tutcheri
Acer tutcheri é uma espécie de árvore do gênero Acer, pertencente à família Aceraceae.